# Кийлудське сільське поселення
Кийлу́дське сільське поселення (рос. Кыйлудское сельское поселение) — муніципальне утворення у складі Увинського району Удмуртії, Росія. Адміністративний центр — село Кийлуд.
Населення — 1191 особа (2015; 1278 в 2012, 1337 в 2010).

## Склад
До складу поселення входять такі населені пункти:
| Населений пункт        | Населення, осіб (2010) | Населення, осіб (2012) |
| ---------------------- | ---------------------- | ---------------------- |
| Вішур, село            | 399                    | 364                    |
| Гай, присілок          | 16                     | 16                     |
| Кийлуд, село           | 631                    | 609                    |
| Новий Кийлуд, присілок | 67                     | 65                     |
| Сяртчигурт, присілок   | 224                    | 224                    |

В поселенні діють 2 школи (Кийлуд, Вішур), соціально-реабілітаційний центр для неповнолітніх (Вішур), музей (Кийлуд), садочок (Кийлуд), початкова школа-садок (Сяртчигурт), будинок культури (Кийлуд), 3 ФАПи (Вішур, Кийлуд, Сяртчигурт). Серед промислових підприємств працюють СПК «Колгосп ім. Леніна» та ТОВ «Умка».